# Varzea bistriata
Varzea bistriata е вид влечуго от семейство Сцинкови (Scincidae). Видът не е застрашен от изчезване.

## Разпространение и местообитание
Разпространен е в Боливия, Бразилия (Амазонас, Амапа и Пара) и Френска Гвиана.
Обитава гористи местности, склонове и долини.